# 穏田神社

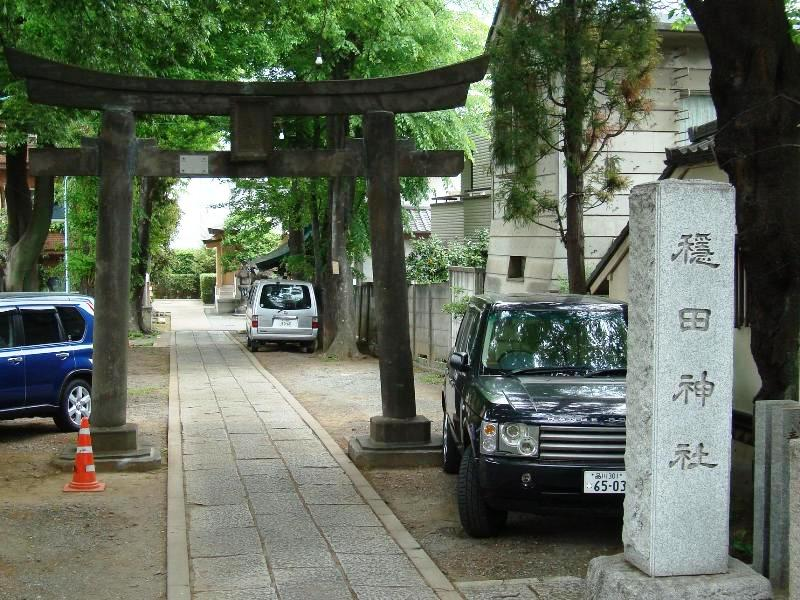
鳥居

穏田神社（おんでんじんじゃ）は、東京都渋谷区神宮前にある神社。旧社格は村社。

## 祭神
- 淤母陀琉神（おもだるのかみ）
- 阿夜訶志古泥神（あやかしこねのかみ）
- 櫛御食野神（くしみけぬのみこと）

## 歴史
穏田神社は、旧穏田村の産土神である。もともとは日蓮宗の寺で、第六天社と呼ばれていたものが明治維新で廃寺となり、穏田神社と改められた。1885年（明治18年）5月6日、同じ穏田村に鎮座していた熊野神社を合祀。現在は「縁結び」をはじめ「技術や芸の上達」「美容」のご利益があるとされる。

## 氏子地域
- 渋谷区神宮前一丁目10〜13･14（一部）･15
- 渋谷区神宮前四丁目25〜32
- 渋谷区神宮前五丁目1〜21･22（一部）･23〜32･33（一部）
- 渋谷区神宮前六丁目1〜19･21～35

## 現地情報
所在地
- 東京都渋谷区神宮前五丁目26番6号

交通アクセス
- 最寄駅：東京メトロ明治神宮前駅下車後、徒歩約6分（南へ約440m）

## 関連文献
- 「穏田村 第六天社/熊野社」『新編武蔵風土記稿』 巻ノ10豊島郡ノ2。NDLJP:763976/89。